# Exposição Internacional de Sidney
A Exposição Internacional de Sydney foi fundada por Lord Augustus Loftus e ocorreu em Sydney em 1879, depois de ser precedida por uma série de Exposições Intercoloniais Metropolitanas durante a década de 1870 no Parque Prince Alfred.

## Organização

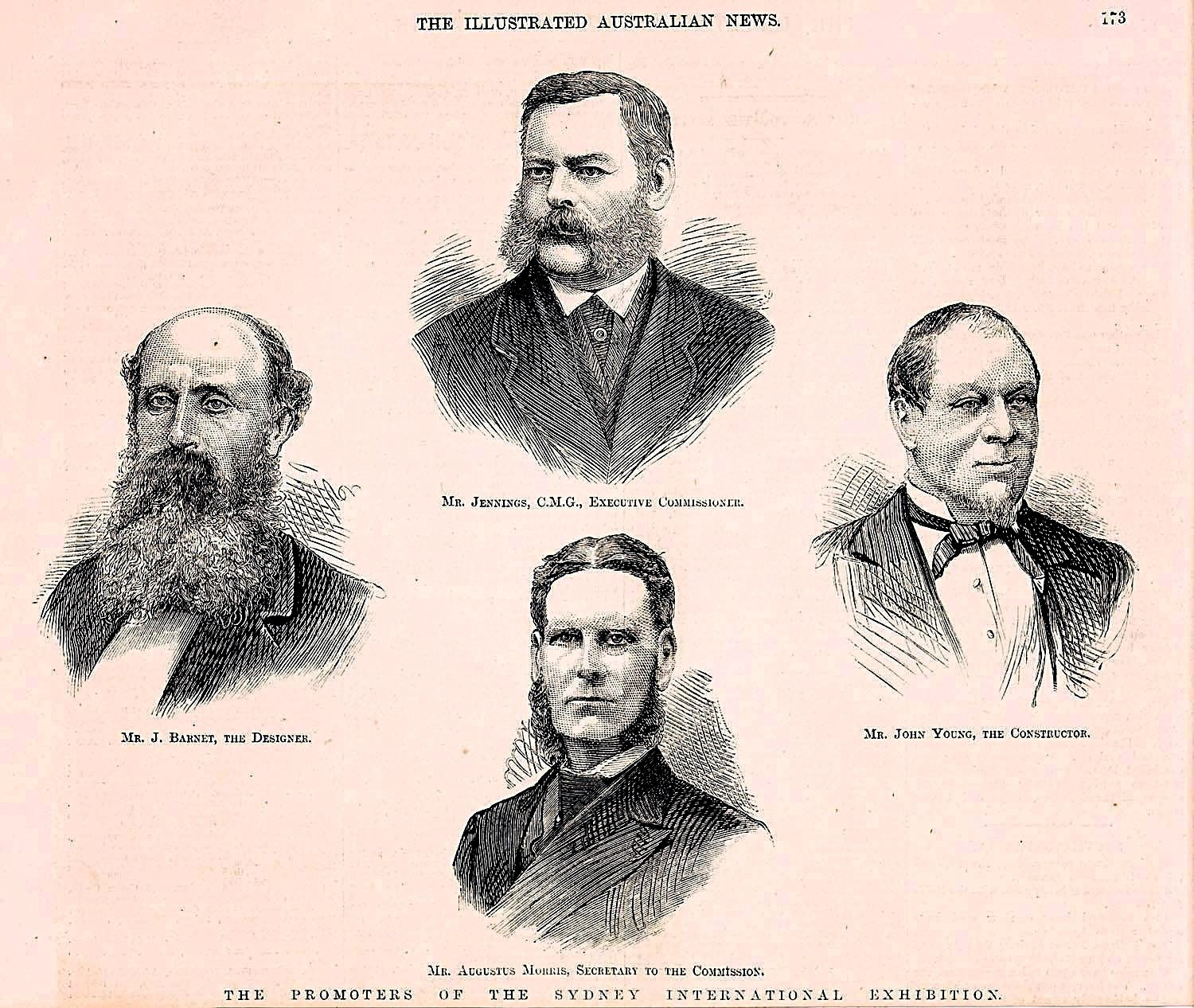
Os promotores da Exposição Internacional de Sydney

No final de 1877, a Agricultural Society of New South Wales discutiu a possibilidade de sediar uma exposição internacional em Sydney. Em 31 de dezembro de 1878, a Comissão Real para a Exposição Internacional de Sydney foi estabelecida, chefiada por Lord Augustus Loftus.

## Arquitetura

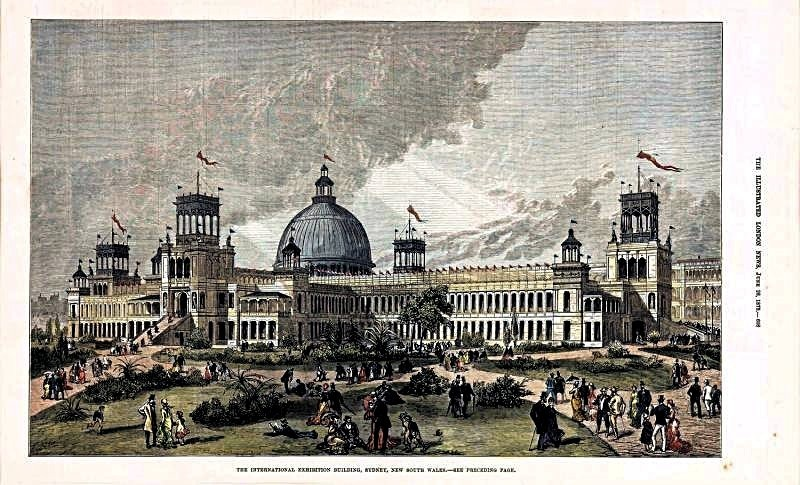
Edifício da Exposição Internacional, Sydney. 1879

Um terreno de 35 acres no terreno do Inner Domain ao longo da Macquarie Street foi escolhido para a exposição. James Johnstone Barnet projetou um enorme edifício chamado Garden Palace. Uma grande cúpula de 100 pés de diâmetro se elevava 90 pés acima do prédio. O construtor, John Young, terminou o prédio em apenas oito meses a um custo de £ 191.800. A resposta internacional cresceu tão rapidamente que, em junho de 1879, começou a construção de duas grandes salas de máquinas e uma galeria de arte.

## Transporte
Quatro motores de bonde a vapor foram importados para Sydney e trilhos colocados da estação ferroviária de Redfern até o local. Concebido como uma instalação de transporte temporária, este tornou-se o início de uma rede de elétricos maior  e provavelmente o legado mais duradouro da exposição.

## Participação internacional

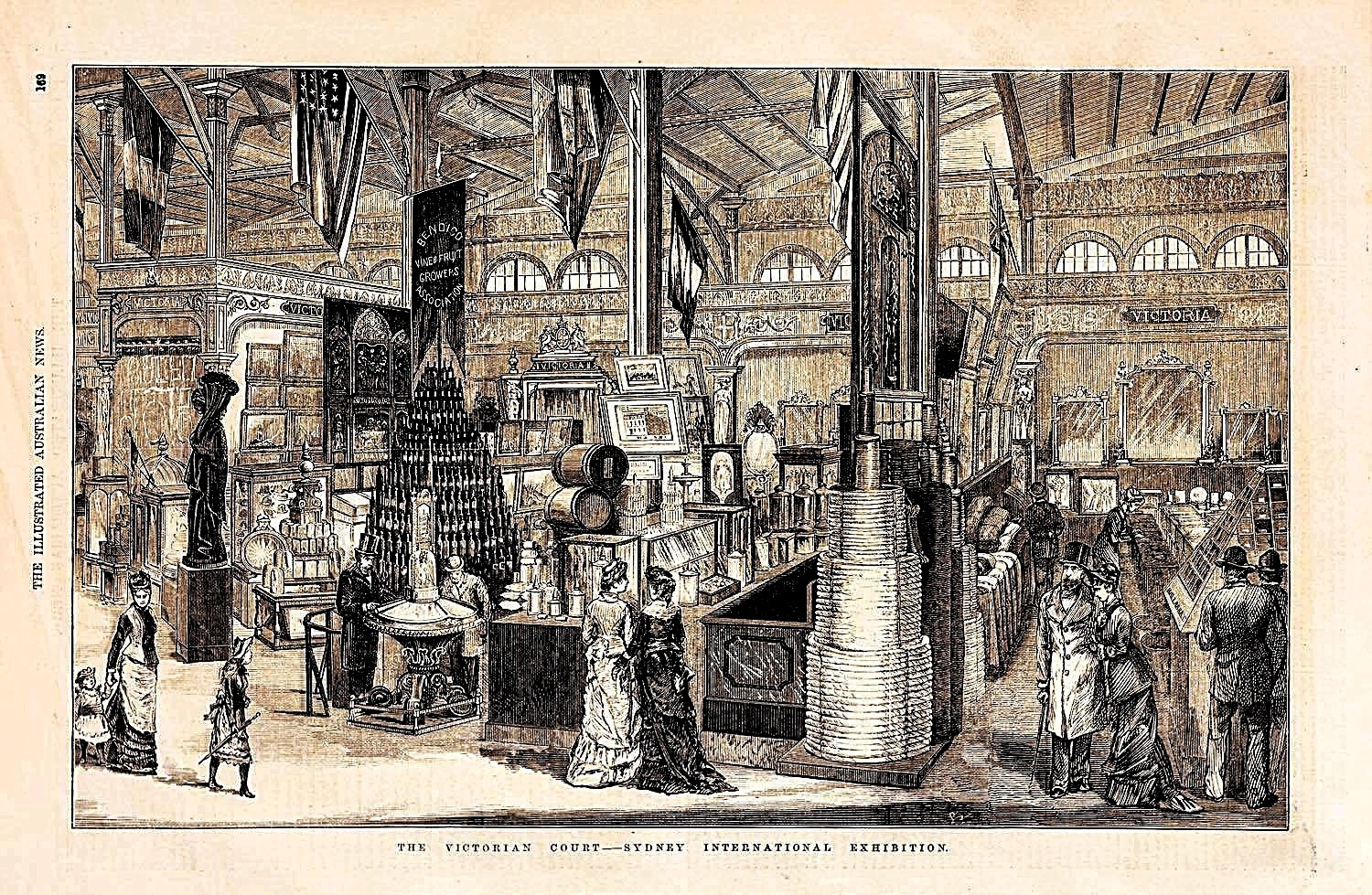
A corte vitoriana

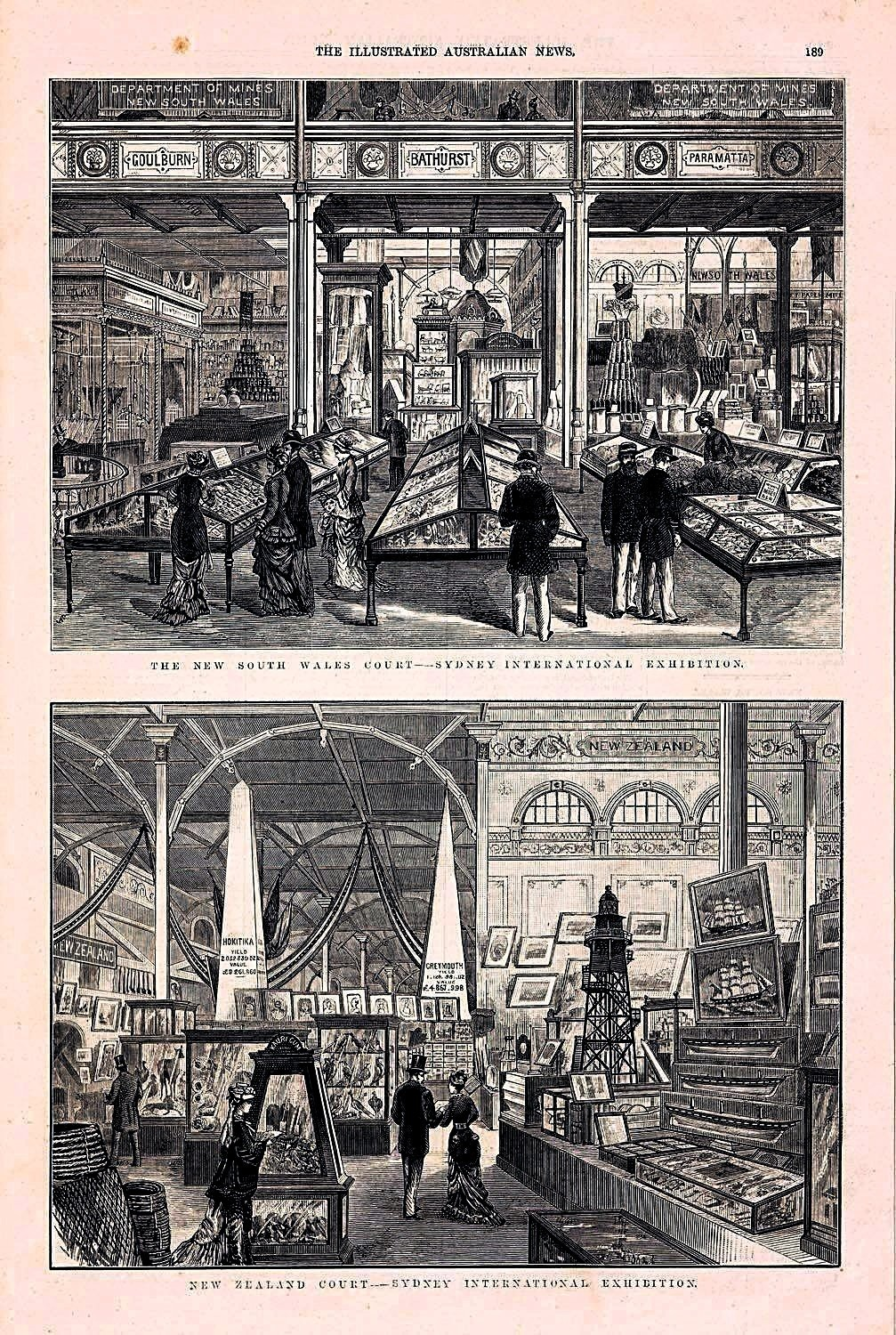
Tribunal de Nova Gales do Sul e Tribunal da Nova Zelândia

Havia 23 nações representadas na Exposição. África: Colônia do Cabo; América: Canadá, Estados Unidos; Ásia: Ceilão, Índia, Japão, Malásia Britânica, Singapura, Estabelecimentos dos Estreitos; Europa: Áustria, Bélgica, Dinamarca, França, Alemanha, Grã-Bretanha, Irlanda, Itália, Holanda, Suíça; Oceania: Fiji, Nova Caledônia, Nova Zelândia e, do continente australiano, a colônia de Nova Gales do Sul, a colônia de Queensland, a colônia da Tasmânia e as da Austrália do Sul e Victoria. Foram 9.345 expositores fornecendo cerca de 14.000 exposições.
A Exposição Internacional de Sydney foi inaugurada no outono de 1879, mas não era realmente universal e, portanto, não foi oficialmente reconhecida pelo Bureau of International Expositions. Melbourne decidiu iniciar sua exposição logo após a de Sydney, para que os participantes pudessem transportar suas exposições durante o inverno de 1880. Após as exposições, muitas das exposições foram selecionadas para serem exibidas no Museu Tecnológico, Industrial e Sanitário (atual Museu Powerhouse). O próprio Garden Palace foi usado pelo governo até que um incêndio destruiu o prédio em 22 de setembro de 1882.